# Marty Barrett
Pour les articles homonymes, voir Barrett.
Martin Glenn Barrett (né le 23 juin 1958 à Arcadia, Californie, États-Unis) est un ancien joueur de deuxième but au baseball.
Il évolue dans la Ligue majeure de baseball pour les Red Sox de Boston de 1982 à 1990 avant de compléter sa carrière par 12 matchs joués en 1991 pour les Padres de San Diego. Avec Boston, il est joueur par excellence de la Série de championnat 1986 de la Ligue américaine.

## Carrière
Marty Barrett joue son baseball universitaire avec les Sun Devils de l'université d'État de l'Arizona.

### Ligues mineures
Les 18, 19 et 23 juin 1981, Marty Barrett, alors joueur des ligues mineures, dispute avec les Red Sox de Pawtucket, club affilié aux Red Sox de Boston, le plus long match de l'histoire du baseball professionnel : dans une rencontre qui dure 33 manches, il marque le point gagnant dans la victoire de Pawtucket, 3-2 sur les Red Wings de Rochester. Les chaussures à crampons portées par Barrett lors de ce match historique sont exposées au musée du Temple de la renommée du baseball.

### Ligues majeures
En 941 matchs dans le baseball majeur, Marty Barrett réussit 938 coups sûrs dont 18 circuits, cumule 314 points produits et 418 points marqués, avec une moyenne au bâton en carrière de ,278. En une seule saison, sa meilleure moyenne est de ,303 en 139 matchs joués en 1984. Il mène les majeures pour les amortis-sacrifices trois années de suite, de 1986 à 1988,,. En 1986, il réussit son record personnel de 179 coups sûrs et produit 60 points. Aprs avoir frappé pour ,293 en 1987, il enchaîne avec 173 coups sûrs, un record personnel de 65 points produits et une moyenne au bâton de ,283 en 1988.
Avec Boston, Barrett est joueur par excellence de la Série de championnat 1986 de la Ligue américaine après avoir frappé pour ,367 de moyenne en 7 parties, avec 11 coups sûrs et 5 points produits face aux Angels de la Californie. Dans la Série mondiale 1986 perdue par les Red Sox face aux Mets de New York, il maintient une moyenne au bâton de ,433 et une moyenne de présence sur les buts de ,514 en 7 matchs. Il est le dernier joueur retiré dans la série finale, lorsque Jesse Orosco le retire sur des prises pour confirmer le titre des Mets.
En défensive, Barrett était admiré, mais aussi détesté, de ses adversaires pour avoir recours au « truc de la balle cachée », c'est-à-dire pour son habileté à faire croire aux coureurs de l'autre équipe qu'il s'était débarrassé de la balle, alors qu'il en avait toujours le contrôle,.

## Vie personnelle
Son jeune frère Tom Barrett, aussi joueur de deuxième but, dispute 54 matchs dans les Ligues majeures de baseball, pour Philadelphie en 1988 et 1989, puis Boston en 1992.